# كونور سميث
كونور سميث (بالإنجليزية: Connor Smith)‏ (14 أكتوبر 1996 المملكة المتحدة - ) هو لاعب كرة قدم بريطاني يلعب كلاعب وسط.

## وصلات خارجية
كونور سميث على موقع قاعدة بيانات كرة القدم.إي يو (الإنجليزية)
- كونور سميث على موقع Soccerbase.com (لاعب) (الإنجليزية)
- كونور سميث على موقع Soccerway.com (الإنجليزية)